# Герб комуни Гапаранда
Герб комуни Гапаранда (швед. Haparanda kommunvapen) — символ шведської адміністративно-територіальної одиниці місцевого самоврядування комуни Гапаранда. 

## Історія
Герб розроблено ще 1828 року для міста Гапаранда і затверджено королем 1844 року. Символ не відповідав нормам геральдичної колористики. Однак перереєстрований після адміністративно-територіальної реформи за комуною 1977 року.

## Опис (блазон)
У срібному полі з зеленого тригорба виходить у центрі золотий прикордонний стовп із синім кругом з трьома золотими коронами, увінчаним золотим хрестом, обабіч виходять дві зелені осики, за ними — підрізаний знизу синій тригорб, а вгорі — золоте 16-променеве сонце.

## Зміст
Герб вказує на розташування Гапаранди на кордоні з Фінляндією та підкреслює місцеві природні особливості.